# April 25 Sports Club
April 25 Sports Club (em chosŏn'gŭl: 4.25체육단; em hanja: 4.25體育團), conhecido em países lusófonos como 25 de Abril Esporte Clube, é um clube multiesportivo norte-coreano com sede em Pyŏngyang.
Fundado na segunda metade da década de 1940 como Central Sports Training School Sports Club (em chosŏn'gŭl: 중앙체육강습소체육단; em hanja, 中央體育講習所體育團)[carece de fontes?] e assumindo seu nome atual no início da década de 1970, o clube pertence ao Ministério das Forças Armadas Populares. Ou seja, todos os integrantes das equipes profissionais (masculinas e femininas) são oficiais do Exército da Coreia do Norte.
O nome 25 de abril alude à data de fundação das Forças Armadas do país. O clube atua como mandante no Estádio Yanggakdo, embora costume realizar suas partidas continentais no Estádio Kim Il-sung.
A equipe masculina de futebol é a mais bem sucedida do futebol norte-coreano, tendo conquistado a Liga Nacional por 19 vezes. Em nível internacional, o clube foi vice-campeão da Copa da AFC em 2019.

## Títulos
| Nacionais       | Nacionais                | Nacionais | Nacionais |
| Troféu          | Competição               | Títulos   | Temporadas |
| --------------- | ------------------------ | --------- | --- |
| Coreia do Norte | Campeonato Norte-Coreano | 19        | 1985, 1986, 1987, 1988, 1990, 1992, 1993, 1994, 1995, 2002, 2003, 2010, 2011, 2012, 2013, 2015, 2017, 2017–18, 2018-19 |